# Chilubi
Chilubi è un centro abitato dello Zambia, situato nella Provincia Settentrionale e in particolare nel Distretto di Chilubi.